# Regulamentul Expozițiilor artiștilor în viață (1864)
REGULAMENTUL
Pentru esposițiunea publică a operilor artiștilor în vieță.

## CAPITOLUL I
Depunerea operilor
Art. I Se va deschide o esposițiune anuală a producerilor arliștilor în vieță, în pictură, desemnu, miniatură scul[p]tură, gravură, arhitectură și fotografia; ea va avea locu într'unu anu la București și în cel-l-altu la Iași. Această esposițiune va fi deschisă și producerilor artiștilor
străini.
Art. II Operile ce nu se admitu la esposițiune:
a) Copiile (afară de reproduceri prin auarelă și desemnu);
b) Operile care au fostu premiate la altă esposițiune;
c) Operile arliștilor reposați, afară numai când reposarea nu e mai anterioară de cât cu unu anu'naintea deschiderii esposițiunei;
d) Operile anonime.
Art. III La a doua esposițiune, după aplicarea acestui
regulament, nu se vor primi tabloue care vor figurat deja la alte esposițiuni anteriore în țeră.
Art. IV Nu se vor primi la esposițiune tabloue neîncadrate.
Fie-care cadru nu va putea conține mai mult decât unu subjectu.
Operile în minuatură potu fi puse în același cadru.
Art V. Fie-care artistu, depunându în personă sau prin altul operile sale la Comitetul Academicu, le va însoți de o notiță subsemnată de dînsul, conținând numele și pronumele, locul și data nascerii sale, numele profesorilor ce a urmatu, și recompensele obținute mai nainte.
Art. VI Pentru prima esposițiune ce se va face în temeiul acestui regulament, spre înlesnirea artiștilor din județe, se vor primi pentru transportarea gratis, la orașul unde se face esposițiunea, tablouele a cărora dimenisune ar permite aședarea lor în diligențele Statului.
Art. VII Operile odatu înregistrate de Comitetul Academicu de belle-arte, nimeni nu va fi liber a le mai retrage.
Art. VIII Nici o operă espusă nu va putea fi reprodusă în timpul esposițiunei prin desemnu sau alt-fel, fără de autorisațiunea
artistului.
Art. IX Nici o productiune espusă nu va fi liberată de cât după închiderea esposițiunei; escepțiune se face numai esposițiunea va fi închisă provisoriu pentru preschimbarea tablouelor.

## CAPITOLUL II
Juriul esposițiunei și administrațiunea tablouelor
Art. X La fie-care esposițiune, Comitetul Academicu de belle-arte, după Art. XIII lit.d, din regulamentul scolelor de bel1e-arte, va compune unu juriu special, sub - președinția Directorului scolei de belle-arte (Art. VI, lit. i, reg. scolelor de belle-arte)
Art. XI Juriul va fi compusu din șese membri, din carii trei vor fi dintre membrii Comitetului Academicu și trei artiști desemnați cu mai multe voturi de către cei ânteiu l0 esposanți la înregistrarea producerilor lor de către Comitetul Academicu de belle-arte.
Art. XII Presența cel puținu de jumătate a membrilor juriului și a președintelui seu, va fi indispensabile pentru validitatea
operațiunilor.
Art. XIII Admiterea operilor se face prin votare; majoritatea sau paritatea decide admiterea.
Art. XIV Membrii Comitetelor Academice espunu fără esamenul prealabile al juriului.

## CAPITOLUL III
Recompense
Art. XV Meritul operilor espuse se clasifică de Juriul esposițiunei prin raportul ce va face cu doue septemâni înainte
de închiderea ei, către Ministeriul Justiției, Cultelor și Instrucțiunei Publice.
Art. XVI Sunt următorele recompense:
a) Medalia de onore
b) Medalii de valore
c) Cumperarea operei pe conta pinacotecelor Statului.
Art. XVII Sunt trei specii de medalii pentru fie-care ramură de producerile espuse (pictură, sculptură, arhitectură, etc):
a) Una de valore de galbeni 100
b) Doe de valore de galbeni 50
c) Trei de valore de galbeni 25
Art. XVIII Medalia de onore de valore de 150 galbeni se acordă artistului care se va distinge între toți printr'o operă de merit mare.
Art. XIX Juriul, în raportul seu despre meritul operilor espuse, nu pote cere mai multe recompense de cât No. medaliilor aretate la Art XVII și XVIII.
Art. XX Raportul juriului pentru medalii de onore va fi discutatu în ședința plenarie a Comitetului Academicu, pe lângă care se 
vor adaoge ad-hoc acei 3 membri electivi din juriu.
Art. XXI Tot de către Comitetul Academicu de belle-arte completat cu membrii electivi ai juriului, se va propune
Ministeriului o listă după meritu de tablouele care ar fi demne d'a fi cumpărate de Statu, indicându-și prețul. Nici unu tablouu nu va fi trecutu în acestă listă de nu va întruni trei părți din voturi.
Art. XXII Recompensele se vor împărți în ședința solemnă, vestită prin foi publice.
Art. XXIII După distribuțiunea premiilor, se vor espune din nou pe 10 dile tote operile recompensate și acela care s'a propus de Comitetul Academicu de belle-arte a se cumpăra de Statu.

## CAPITOLUL IV
Visitarea esposițiunei de publicu
Art. XXIV Intrarea la esposițiunea de belle-arte este gratuită numai Dumineca și Joia. În cele-l-alte dile se va plăti unu sfanți la biletul de intrare. Banii strânși de pe bilete de intrare vor servi pentru sporirea fondului de stipendii la elevii săraci ai scolelor de belle-arte.
Art. XXV Este opritu publicului de a atinge sau deplasa obiectele espuse.
Art. XXVI Este opritu fumarea la salele esposițiunei.
Art. XXVII Esposițiunea va fi deschisă în tote dilele în curgere de o-lună, de la 10 dimineață până la 3 ore după amiadi.
Art. XXVIII Regulamentul privitor la publicu se va imprima și afișa la intrarea și în lăuntrul salelor de esposițiune.
Ministru Secretariu de Statu la Departamentul Justiției, Cultelor și Instrucțiunei Publice
N. Crețulescu
"Monitorul" No. 279/Duminică 13/25 Decemvrie 1864